# قائمة زملاء الجمعية الملكية المنتخبين في 2003
هذه الصفحة تعرض قائمة زملاء الجمعية الملكية المُنتخبين لعام 2003.

## الزملاء
- Peter Dornan [الإنجليزية]‏
- William Bonfield [الإنجليزية]‏
- ليون سيمون
- Keith Gull [الإنجليزية]‏
- كارين فوسدن
- بيتر هولاند
- كاي ديفيز
- فيونا واط [الإنجليزية]‏
- ملفن غريفز
- جيوفري إل. سميث
- بريدجيت أوغيلفي
- Roderick Flower [الإنجليزية]‏
- بيتر غرين
- Jeffery Errington ‏
- ماريان بينز
- Richard H. Sibson [الإنجليزية]‏
- روجر فليتشير
- James Hough [الإنجليزية]‏
- John Papaloizou [الإنجليزية]‏
- أندرو واتسون [الإنجليزية]‏
- آن داولنغ
- Michael Coey [الإنجليزية]‏
- تيم بالمر
- مارك دبليو شايس
- Stephen Mann (chemist) [الإنجليزية]‏
- إليانور دودسون

## الأعضاء الأجانب
- كلاوس فون كليتزينغ
- Denis Baylor [الإنجليزية]‏